# Дитячі іграшки в Стародавньому Римі
Дитячі іграшки в Стародавньому Римі — це важливий соціокультурний аспект давньоримського суспільства, що відображав соціальний статус, допомагав освітньому процесу та знайомив з соціальними й гендерними ролями. А зараз допомагає нам розкрити аспекти: побуту, цінностей, обрядів та вірувань стародавніх римлян.

## Походження та історичний контекст
"Іграшка, яка супроводжує дитину з перших днів життя до повноліття, — це не лише забавка, а й дзеркало культури, яка її створила
«
.
Гра була не тільки розвагою для давньоримських дітей, вона також відігравала невід'ємну роль у їхньому вихованні та давньоримських ритуалах. Археологи знаходять іграшки у різних археологічних контекстах: будинках, похованнях, святилищах та храмах.
Глиняні брязкальця та фігурки — це найдавніші відомі римські іграшки, датовані IV ст. до Р. Х., вони мали не лише ігрові, а й ритуальні функції.

## Види та матеріали іграшок

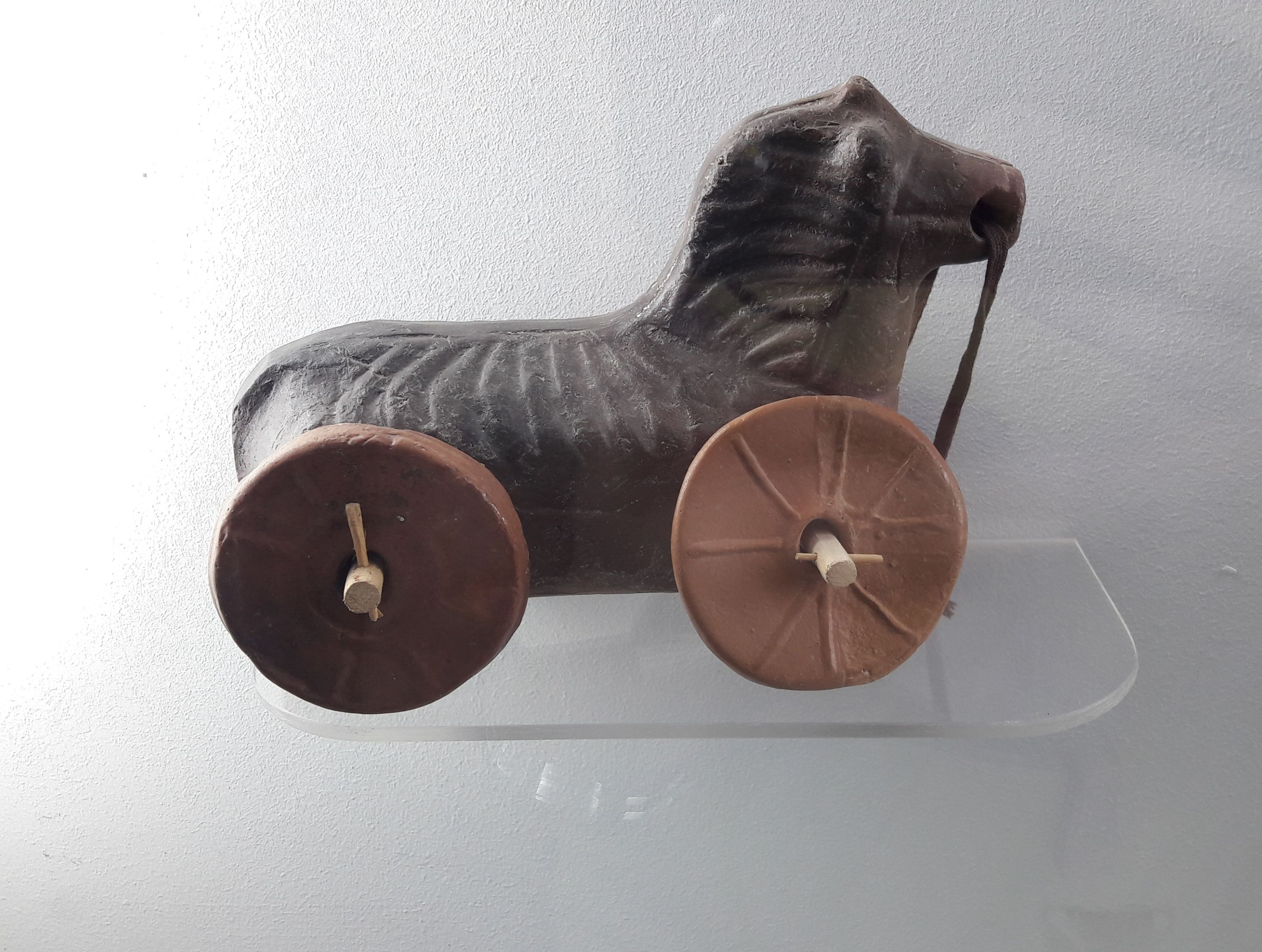
Фігурка коня на колесах

Найпоширенішими типами іграшок були:
• Ляльки — переважно виготовлялися з теракоти та тканини. Заможні сім'ї могли собі дозволити ляльок зі слонової кістки, що часто мали шарнірні кінцівки, мініатюрний одяг та прикраси.
• Іграшки на колесах — возики, мініатюрні колісниці чи фігурки тварин.
• Брязкальця (crepundia) — намисто з амулетів, що використовувалось як оберіг та іграшка для немовлят, виготовлялося з теракоти, деревини або металу (бронзи, срібла чи золота)
• Гральні кістки та кульки — служили для індивідуальних ігор або колективних, також використовувалися у магічних обрядах.
• „Грецькі обручі“ (серсо) — обруч що розкручували та катали по землі, підганяючи спеціальною паличкою, до нього часто були прикріплені брязкальця задля попередження перехожих.

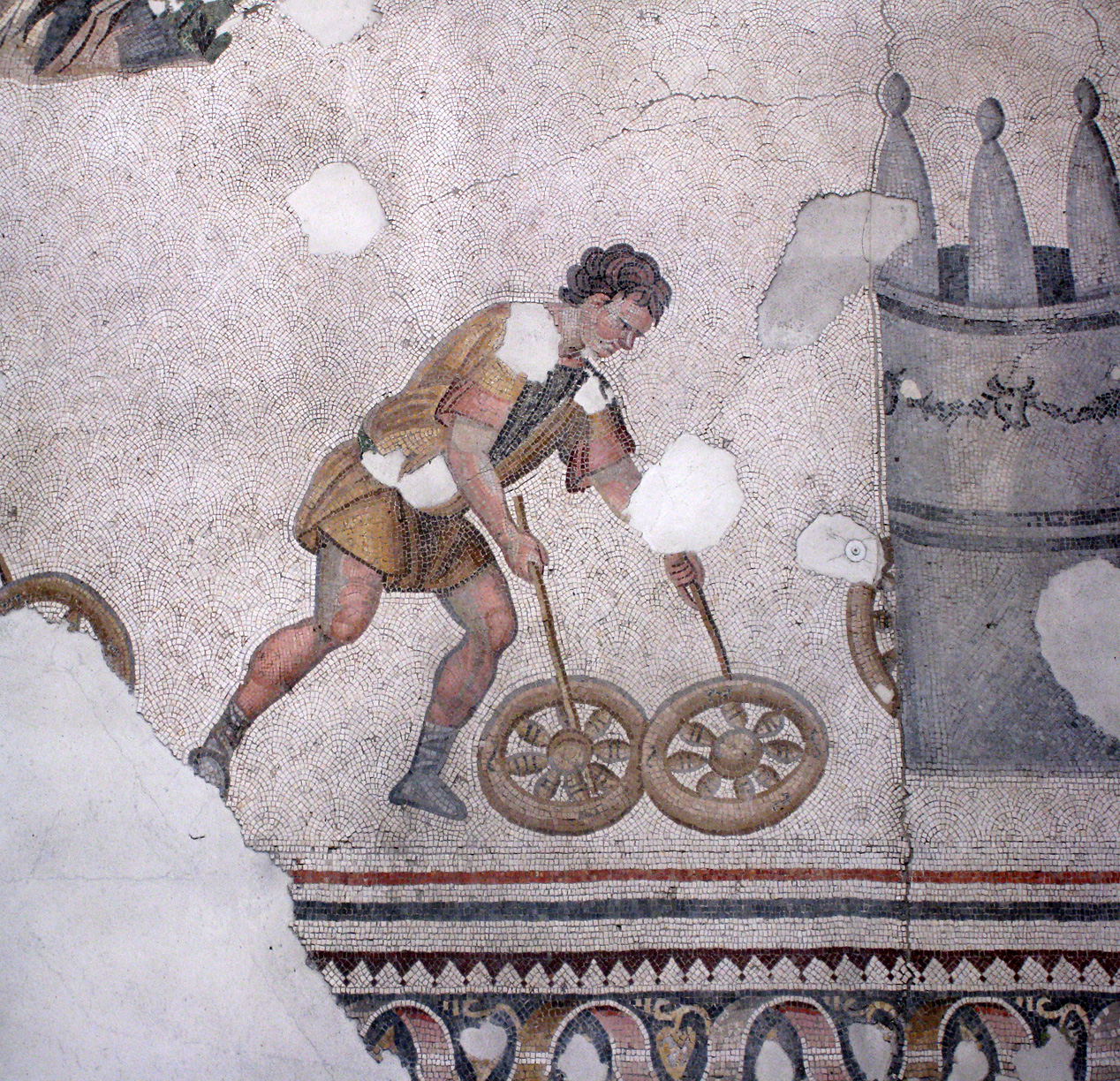
Мозаїка з дитинию що грається з серсо

• Іграшкова зброя — дерев'яні мечі (могли мати гравірування для імітації леза), списики, щити тощо. Використовувались у імітації битв.
Масового виробництва іграшок у Стародавньому Римі не було, тому зазвичай вони були виготовлені кустарно. Заможні ж сім'ї звертались до спеціальних майстерень, де іграшки виготовлялись під замовлення з дорогих матеріалів, та особливою увагою до деталей.

## Соціальні, гендерні та виховні функції іграшок
У Стародавньому Римі іграшки слугували не лише дитячою розвагою а й допомагали у формуванні майбутніх соціальних ролей. Гра зменшувала дистанцію між світом дітей і дорослих. Через іграшки діти навчалися побуту, відіграшу соціальних і гендерних ролей та виконанню майбутніх обов'язків пов'язаних з цими ролями.
Значна частина іграшок навмисно виготовлялась, як мініатюрні копії реальних речей, зазначених вище: іграшкова зброя, ляльки та аксесуари до них, мініатюрні моделі різних предметів побуту. За їхньою допомогою діти моделювали ситуації, які могли б трапитися з ними у майбутньому. Хлопці могли бавитися зі зброєю, що в певній мірі навчало їх мистецтву бою, чи тими ж возиками, що могло б допомогти у розумінні логістики та ведінню свого діла. Дівчата найчастіше гралися з ляльками, одягали їх, прикрашали й виховували, що надавало їм досвіду для майбутньої турботи за дитиною.
Зокрема, як й інші побутові речі, іграшки позначали соціальний статус дітей. У сім'ях з вищим достатком діти мали доступ до більш якісних іграшок з дорогих матеріалів та з яскравим оздобленням. У дітей з бідних верств населення, відповідно, іграшки були менш якісні та з дешевших матеріалів, часто саморобні. Отже, іграшки в давньоримському суспільстві були віддзеркаленням не лише дозвілля дітей, а й культурних, гендерних та економічних очікувань від них в майбутньому.

## Ритуальне використання
Брязкальця (crepundia) надягали на немовлят, як обереги. Дівчата присвячували своїх ляльок Венері чи пенатам, в якості прощання з дитинством перед шлюбом. У Хлопців обряд ініціації відбувався подібним чином, вони жертвували свої іграшки та булли (лат. bulla) перед тим, як одягали Чоловічу тогу (лат. toga virilis).

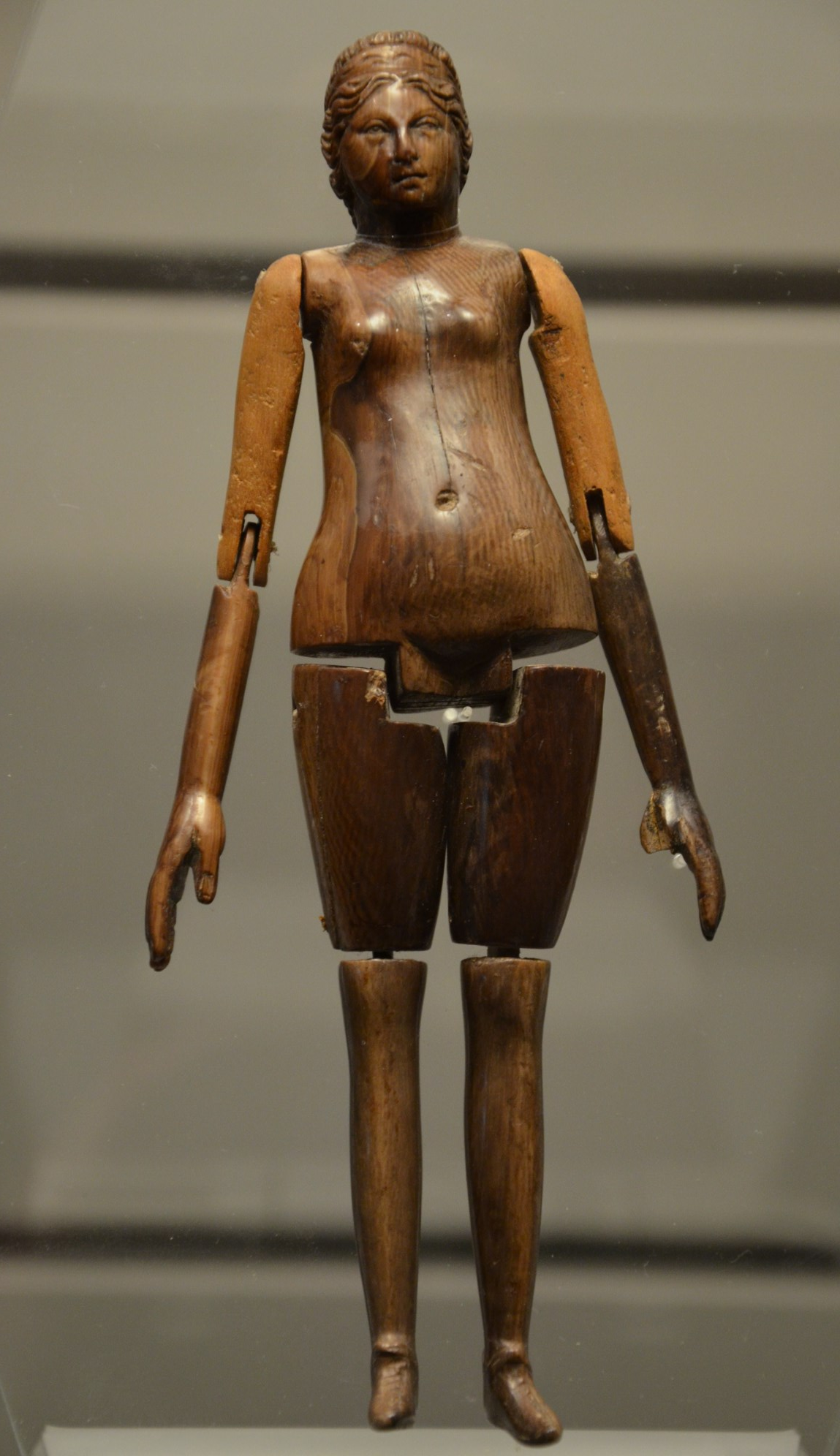
Лялька зі слонової кістки з могили дівчинки в Гроттароссі

Також іграшки знаходять у похованнях дітей: ляльки, брязкальця (crepundia), фігурки тварин — виступали супроводом дітей у потойбіччі, або ж речами, що допомагали тримати духовний зв'язок з дітьми. Відомим прикладом є лялька зі слонової кістки з могили дівчинки в Гроттароссі, що на північ від Риму.

## Порівняння з іншими культурами
Традиційна гра — це копія дорослого життя в зменшеному масштабі. Через гру дитина вивчає світ і своє місце в ньому».
Автор цієї книги порівнює давньоримські іграшки з іграшками Північної Африки.
Вона спостерігає схожість у типах іграшок, матеріалах й ритуалах. Як у Стародавньому римі, так й у північноафриканських спільнотах діти вивчали дорослий світ за допомогою іграшок, в обох цих культурах зустрічаються фігурки на колесах та ляльки, що використовувалися у обрядах посвяти дівчат. Жан-П'єр Россі зазначає, що деякі іграшки — наприклад, триколісні тварини або дерев'яні возики — майже не змінилися за понад тисячу років, що може свідчити як про сталу традицію, так і про універсальні потреби дитячої гри.